# Hugo Rodríguez Chinchilla
Hugo Otoniel Rodríguez Chinchilla (5 de octubre de 1975- 5 de abril de 2023) fue un político guatemalteco que se desempeñó como diputado del Congreso de Guatemala por el Distrito Central desde enero de 2020 hasta su muerte, en abril de 2023.
Rodríguez fue miembro del partido político Compromiso, Renovación y Orden (CREO).

## Carrera política
En las elecciones municipales de 2015 fue electo como concejal quinto de la Municipalidad de Chinautla, Departamento de Guatemala, por el Partido Patriota (PP), de 2016 a 2020.
Rodríguez ocupó el segundo puesto en el listado de candidatos a diputados por el Distrito Central del partido Compromiso, Renovación y Orden (CREO) en las elecciones legislativas de 2019. Fue electo como diputado y asumió el cargo el 14 de enero de 2020 siendo parte de la IX Legislatura del Congreso.
Como miembro del Congreso, integró varias comisiones parlamentarias de alto nivel como Comunicaciones, Transporte y Obras Públicas, Defensa Nacional, Trabajo, Gobernación, entre otras. Al momento de su muerte, era presidente de la Comisión de Comunicaciones, Transporte y Obras Públicas.
También fue ponente de varias iniciativas de ley, la más relevante fue una que buscaba indemnizar a cada veterano militar que prestó servicio durante el conflicto armado interno.
A inicios de 2023 se anunció que Rodríguez buscaría la reelección como diputado por el mismo distrito, ocupando el primer puesto del listado de CREO para las elecciones generales de 2023.

## Muerte
Rodríguez murió el 5 de abril de 2023 en la Ciudad de Guatemala por consecuencias derivadas de una Neumonía. Se conoció que había sido afectado por la neumonía desde varios días antes y por ello fue internado en un centro asistencial; dicha enfermedad le causó daño en un pulmón, su estado de salud se agravó y le causó dos infartos.
Sus compañeros de bancada, así como otros diputados y la presidente del Congreso Shirley Rivera emitieron sus condolencias por medio de redes sociales. Rodríguez fue el cuarto diputado en morir en el cargo en la IX Legislatura, así como segundo diputado de CREO que murió en el cargo durante dicha legislatura (la primera fue Adela de Torrebiarte en 2020).
Yesmín María Poroj Orellana, quien figuraba en el tercer puesto de candidatos a diputados por el Distrito Central de CREO durante las elecciones de 2019 fue convocada para suceder a Rodríguez. Mientras que su casilla en el listado para diputados en las elecciones de 2023 se declaró vacante.